# Lázár Aizenpreisz
Lázár Aizenpreisz (* 19. Januar 1996 in Szombathely) ist ein ungarischer Fußballspieler.

## Karriere
Aizenpreisz kam 2010 aus der Vasi Foci Akadémia in die AKA Burgenland. Ab 2012 spielte er zudem für die Kampfmannschaft seines Stammklubs SV Rechnitz. Im Juni 2014 kam er letztmals für die AKA Burgenland zum Einsatz. 2015 wechselte er zum viertklassigen ASK Horitschon. Zur Saison 2016/17 schloss er sich dem Regionalligisten SC Ritzing an. Sein Debüt in der Regionalliga gab er im Oktober 2016, als er am 13. Spieltag dieser Saison gegen die SV Schwechat in der Startelf stand und in der 68. Minute durch Marco Theuermann ersetzt wurde.
Nach dem Rückzug der Ritzinger aus der Regionalliga wechselte er zur Saison 2017/18 zu den viertklassigen Amateuren der Kapfenberger SV. Nach zwei Spielen für Kapfenberg II debütierte er im August 2017 für die Profis in der zweiten Liga, als er am siebten Spieltag jener Saison gegen den Floridsdorfer AC in der 84. Minute für Daniel Rosenbichler ins Spiel gebracht wurde.
In der Winterpause der Saison 2017/18 verließ er Kapfenberg und kehrte nach Ungarn zurück, wo er sich dem Sárvár FC anschloss.